# Olympische Jugend-Sommerspiele 2010/Teilnehmer (Syrien)
| Gelbes Symbol für Goldmedaillen mit stilisierten Olympischen Ringen | Graues Symbol für Silbermedaillen mit stilisierten Olympischen Ringen | Braundes Symbol für Bronzemedaillen mit stilisierten Olympischen Ringen |
| ------------------------------------------------------------------- | --------------------------------------------------------------------- | ----------------------------------------------------------------------- |
| —                                                                   | —                                                                     | —                                                                       |

Die Jugend-Olympiamannschaft aus Syrien für die I. Olympischen Jugend-Sommerspiele vom 14. bis 26. August 2010 in Singapur bestand aus sechs Athleten.

## Athleten nach Sportarten

### Leichtathletik
Jungen
- Hazem Al-Hasan Al-Ahmad
10 km Gehen: AC

### Reiten
Jungen
- Mohamad Alanzarouti
Springen Einzel: 7. Platz

### Ringen
Jungen
- Ahmad Darwish
Griechisch-römisch bis 69 kg: 7. Platz

### Schwimmen
Mädchen
- Bayan Jumah
50 m Freistil: 31. Platz
100 m Freistil: 35. Platz